# Hastière
Hastièrelà một đô thị ở tỉnh Namur. Tại thời điểm ngày 1 tháng 1 năm 2006, đô thị này có dân số 5.230 người. Tổng diện tích là 56,46 km², giving a population density of 93 người trên mỗi km².
Đô thị này gồm các làng:
Hastière-Lavaux (maison communale), Hermeton-sur-Meuse, Waulsort, Hastière-par-delà, Blaimont, Heer và Agimont.

## Liên kết ngoài

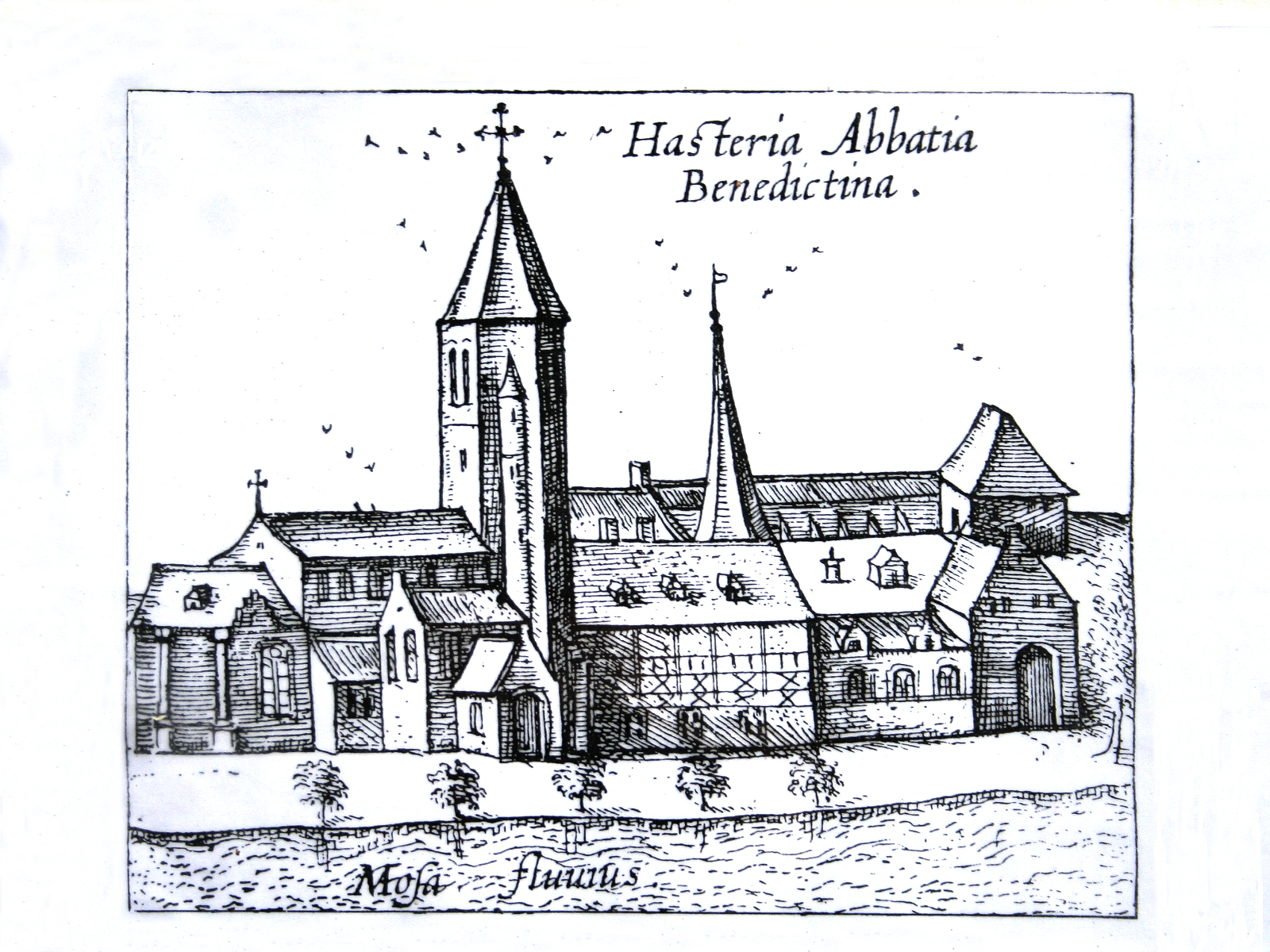
Nhà thờ St Hadelin (thế kỷ 11).

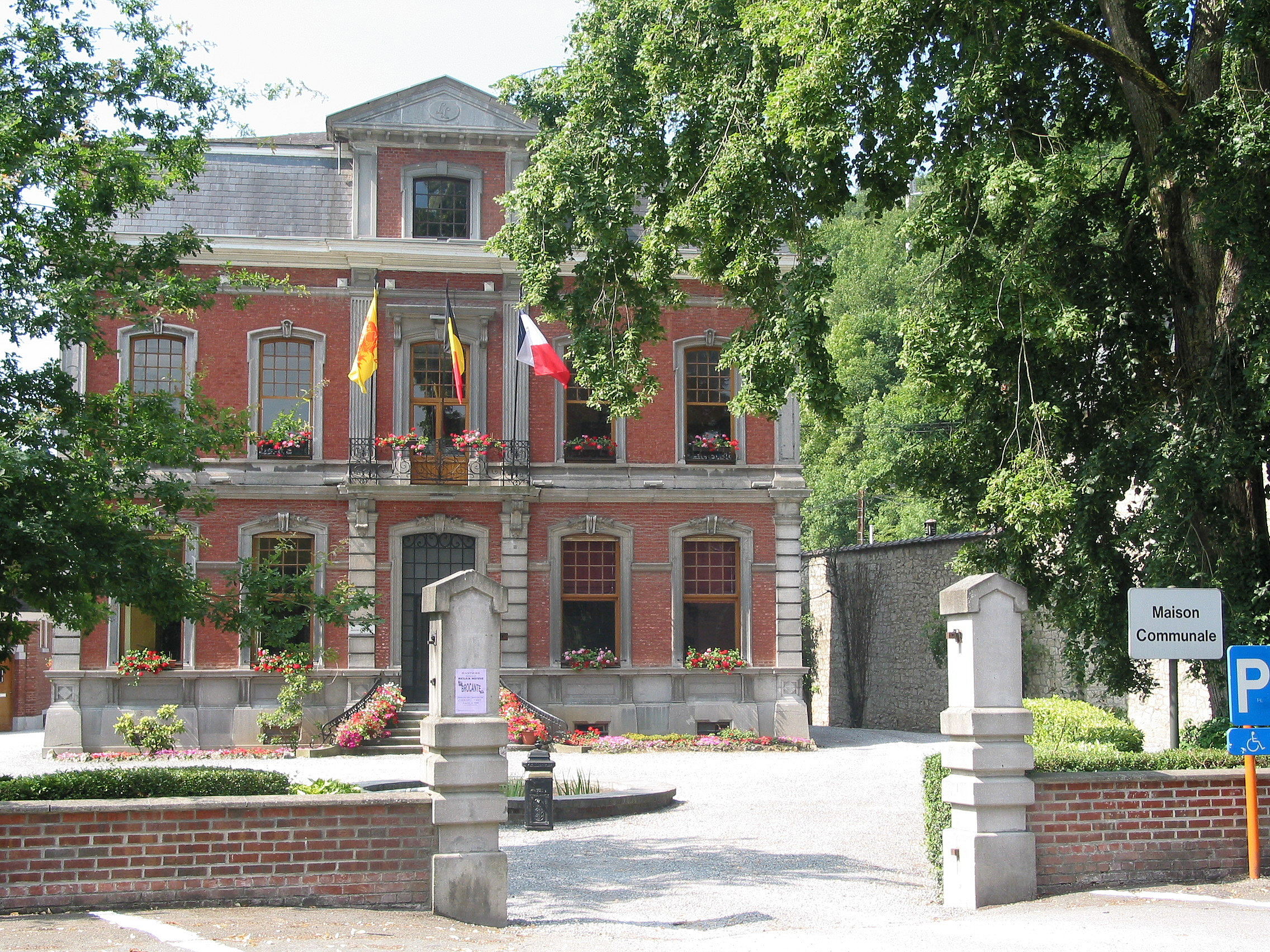
Hastière-Lavaux: Toà thị chính Hastière.